# A Dozen Dead Roses
A Dozen Dead Roses (с англ. — «Дюжина завядших роз») — второй студийный альбом американской пост-панк-группы No Trend, изданный в 1985 году их собственным лейблом No Trend Records. Альбом отличается резким музыкальным и стилистическим сдвигом по сравнению с их предыдущими релизами, альбом подвергся сильному влиянию фанк-музыки по сравнению с их предыдущими записями в жанре нойз-панк, такими как Too Many Humans. Лидия Ланч приняла участие в работе над альбомом в роли вокалистки в ряде композиций. Изначально песня «For The Fun Of It All» была издана на их предыдущем альбоме Too Many Humans.

## Об альбоме
Френк Прайс, Боб Страссер и Майкл Салкинд покинули группу после издания Too Many Humans, оставив Джеффа Ментжеса одного. Позже Ментжес нашёл других музыкантов для записи A Dozen Dead Roses.
В этом альбоме заметно резкое изменение в звучании группы; заметно влияние джазовой и фанк-музыки. Во время записи альбома использовались клавишные, саксофоны и металлические ведущие гитарные партии Дина Эванжелисты. По словам Кен Рудда, он сам не понимал, что за музыку он играл в альбоме. Звучание он описывал как «примитивизм/гараж/инди/панк — что мы только не играли», в то время как Дин Эванжелиста насмешливо отзывался: «Мне кажется, что больше всего на нас повлияли Bee Gees».
Также в записи альбома приняла участие Лидия Ланч, чей вокал можно услышать в четырёх композициях. По мнению Кен Рудда, причиной избрания для данного альбома тематики любви, вероятно, послужили романтические отношения Джеффа Ментжеса с Лидией Ланч. «Это была панк-любовь», сказал Рудд, добавив: «самые пикантные моменты [во время работы над альбомом] были, когда Джефф и Лидия на мгновение сбрасывали личину и проявляли некую ласку друг к другу. Только не говорите им, что я рассказал вам об этом».
Прототипом для обложки послужила совместная фотография Джеффа Ментжеса и Лидии Ланч, сделанная Дином Эванжелистой.

Фотография-прототип для обложки альбома

Поклонники группы были ошеломлены новым звучанием коллектива, чего и ожидали No Trend. Неожиданное изменение в звучании подразумевалось самой группой как шутка над группой поклонников, которая появилась у группы после издания Too Many Humans.
Подобно их предыдущим релизам, A Dozen Dead Roses был полностью распродан и в связи с уничтожением оригинальных записей возможность его переиздания крайне маловероятна.

## Рецензии
Присудив альбому три звезды из пяти, Джек Рабид из Allmusic оставил рецензию:
За исключением Лидии Ланч, это ещё одна сногсшибательная заразительная танцевальная запись No Trend, людей, который дали нам «Mass Sterilization Caused by Venereal Disease». «Karma Nights» — лучшая [композиция]. Разозлите свою мать после большой битвы с последней песней! Эти ребята из D.C. живут в месте, где сегодня больше почти никто не занимается подобным, кроме, возможно, Big Black, с которыми они выступали в Danceteria, и Butthole Surfers, перенося эту оригинальную ноу-вейв-идею в её дальнейшие крайности — это своего рода ужасный постфлипперский кошмар, состоящий из искажённого фузза и психотической реакции, которая кажется уродливой и несчастной, жалкой и биполярной во всём, подобно лучшим чертам арт-рока. Вас предупредили как следует; вы знаете, что в любом случае не сможете удержаться.

## Список композиций
Все тексты написаны Джеффом Ментжесом, за исключением песни «Heartache», которая написана Бутчем Уиллисом.
| №  | Название         | Длительность |
| -- | ---------------- | ------------ |
| 1. | «Karma Nights»   | 3:52         |
| 2. | «Your Love»      | 5:40         |
| 3. | «Tear You Apart» | 2:36         |
| 4. | «Never Again»    | 2:42         |
| 5. | «All Of Nothing» | 3:15         |

| №   | Название                | Длительность |
| --- | ----------------------- | ------------ |
| 6.  | «Good Day Mrs. Hamm»    | 3:07         |
| 7.  | «For The Fun Of It All» | 2:51         |
| 8.  | «The Curse»             | 3:58         |
| 9.  | «Heartache»             | 4:48         |
| 10. | «Who's To Say?»         | 4:47         |

## Участники записи

### Исполнители
- Джефф Ментжес — вокал (указан как Джефферсон Скотт)
- Лидия Ланч — вокал (2, 3, 8, 10)
- Дэнни «Спидако» Деметро — клавишные
- Роберт «Смоукмен» Мэримонт — бас
- Дин Эванжелиста — гитара
- Бенард Демасси — саксофон
- Кен Рудд — ударные

### Производство
- Дон Зентара — звукозапись, микширование
- No Trend — музыка, звукозапись
- Дин Эванжелиста — фотография